# Microcos stauntoniana
Microcos stauntoniana là một loài thực vật có hoa trong họ Cẩm quỳ. Loài này được G. Don mô tả khoa học đầu tiên năm 1831.